# 尼崎市記念公園
尼崎市記念公園（あまがさきし きねんこうえん、英語: Amagasaki Memorial Park）は、兵庫県尼崎市にある尼崎市立の都市公園（運動公園）である。指定管理者制度に基づき、公益財団法人尼崎市スポーツ振興事業団が管理・運営している。

## 概要
1980年に完成した。公園内には体育館、野球場、テニスコート、陸上競技場、補助陸上競技場が設置されている。

## 施設

### 補助陸上競技場
- トラック 1周400m×8コース（土）[4]
- 照明 8基（300ルクス）[4]

### テニスコート
- コート 10面（全天候型砂入り人工芝）[5]
- 照明 36基（500ルクス）[5]

## アクセス
- 尼崎駅 (JR西日本)より西へ700m、徒歩約15分[1]
- 阪神バス尼崎市内線、阪急バス尼崎線「スポーツセンター」停留所下車[1]